# 施特賴特米爾巴赫河
50°3′47.7″N 11°35′28.8″E / 50.063250°N 11.591333°E
施特賴特米爾巴赫河是德國的一条河流，位於該國東南部，由巴伐利亞負責管轄，屬於白美因河的右支流，从东北方向注入白美因河，河道全長5.7公里，流域面積11.5平方公里，發源自馬克特紹爾加斯特，河口處在希默爾克龍。